# معادلة غير محددة
في الرياضيات ، بالخصوص في الجبر ، المعادلة غير المحددة هي معادلة يوجد لها أكثر من حل. مثال على ذلك المعادلة {\displaystyle ax+by=c} هي معادلة بسيطة غير محددة كما هي {\displaystyle x^{2}=1} . في بعض الحالات قد يكون لديها عدد لا نهائي من الحلول. تتضمن بعض الأمثلة البارزة على المعادلات غير المحددة ما يلي:
معادلة متعددة الحدود أحادية المتغير :
{\displaystyle a_{n}x^{n}+a_{n-1}x^{n-1}+\dots +a_{2}x^{2}+a_{1}x+a_{0}=0,}
التي لها حلول متعددة للمتغير {\displaystyle x} في مستوى عقدي - ما لم تتم إعادة كتابته بالشكل {\displaystyle a_{n}(x-b)^{n}=0} .
المعادلة المخروطية غير المتحللة:
{\displaystyle Ax^{2}+Bxy+Cy^{2}+Dx+Ey+F=0,}
حيث يوجد واحد على الأقل من المعلمات المعطاة {\displaystyle A} و {\displaystyle B} ، و {\displaystyle C} غير صفري ، و {\displaystyle x} و {\displaystyle y} متغيرات حقيقية .
معادلة بيل :
{\displaystyle \ x^{2}-Py^{2}=1,}
أين {\displaystyle P} هو عدد صحيح ليس عددًا مربعًا ، وفيه المتغيرات {\displaystyle x} و {\displaystyle y} مطلوبة لتكون أعداد صحيحة.
معادلة ثلاثية فيثاغورس :
{\displaystyle x^{2}+y^{2}=z^{2},}
فيها المتغيرات {\displaystyle x} و {\displaystyle y} ، و {\displaystyle z} يجب أن تكون أعداد صحيحة موجبة.
معادلة تخمين فيرما كاتالان :
{\displaystyle a^{m}+b^{n}=c^{k},}
فيها المتغيرات {\displaystyle a} و {\displaystyle b} و {\displaystyle c} مطلوبة لتكون الأعداد الصحيحة موجبة اولية نسبيا والمتغيرات {\displaystyle m} و {\displaystyle n} ، و {\displaystyle k} يجب أن تكون أعداد صحيحة موجبة تحقق المعادلة التالية:
{\displaystyle {\frac {1}{m}}+{\frac {1}{n}}+{\frac {1}{k}}<1.}

## أنظر أيضا
- شكل غير محدد
- نظام غير محدد
- غير محدد (متغير)
- الجبر الخطي